# Campeonato Europeo de Atletismo por Equipos de 2023
El Campeonato Europeo de Atletismo por Equipos de 2023 se disputó en el Estadio de Silesia de Chorzów (Polonia) del 20 al 25 de junio de 2023, dentro de los III Juegos Europeos.
Los 48 países participantes fueron repartidos en tres divisiones. Los tres primeros días compitieron los países de la segunda y tercera divisiones, y los tres últimos días compitieron los países de la primera división.
En cada división se disputaron 37 pruebas, 18 masculinas, 18 femeninas y una mixta. Cada prueba otorgó puntos para todos los equipos. Al final, los países participantes de cada división se clasificaron con arreglo al total de puntos obtenidos. Los tres primeros de cada división fueron los ganadores de dicha división y, los tres mejores de la segunda y de la tercera división ascendieron a la división superior, mientras que los tres últimos de las divisiones primera y segunda descendieron de división.

## Divisiones
- Primera división:  Alemania,  Bélgica,  España,  Finlandia,  Francia,  Grecia,  Italia,  Noruega,  Países Bajos,  Reino Unido,  República Checa,  Polonia,  Portugal,  Suecia,  Suiza,  Turquía.
- Segunda división:  Bulgaria,  Chipre,  Croacia,  Dinamarca,  Eslovaquia,  Eslovenia,  Estonia,  Hungría,  Islandia,  Letonia,  Lituania,  Luxemburgo,  Moldavia,  Rumania,  Serbia,  Ucrania.
- Tercera división:  AASSE,  Albania,  Andorra,  Armenia,  Austria,  Azerbaiyán,  Bosnia y Herzegovina,  Georgia,  Irlanda,  Israel,  Kosovo,  Macedonia del Norte,  Malta,  Montenegro,  San Marino.

## Clasificación final

### Primera División
La clasificación final en Primera División fue la siguiente:
| Posición | País            | Puntos | Nota                               |
| -------- | --------------- | ------ | ---------------------------------- |
| 1        | Italia          | 426.5  |                                    |
| 2        | Polonia         | 402.5  |                                    |
| 3        | Alemania        | 387.5  |                                    |
| 4        | España          | 352    |                                    |
| 5        | Reino Unido     | 341    |                                    |
| 6        | Países Bajos    | 339.5  |                                    |
| 7        | Francia         | 337.5  |                                    |
| 8        | Portugal        | 315    |                                    |
| 9        | República Checa | 303.5  |                                    |
| 10       | Suecia          | 283    |                                    |
| 11       | Finlandia       | 282.5  |                                    |
| 12       | Suiza           | 263    |                                    |
| 13       | Grecia          | 256.5  |                                    |
| 14       | Bélgica         | 250    | Descienden a Segunda División 2025 |
| 15       | Turquía         | 245    | Descienden a Segunda División 2025 |
| 16       | Noruega         | 223    | Descienden a Segunda División 2025 |

### Segunda División
La clasificación final en Segunda División fue la siguiente:
| Posición | País       | Puntos | Nota                               |
| -------- | ---------- | ------ | ---------------------------------- |
| 1        | Hungría    | 456.5  | Ascienden a Primera División 2025  |
| 2        | Ucrania    | 435.5  | Ascienden a Primera División 2025  |
| 3        | Lituania   | 372.5  | Ascienden a Primera División 2025  |
| 4        | Eslovenia  | 372    |                                    |
| 5        | Rumania    | 344    |                                    |
| 6        | Dinamarca  | 312    |                                    |
| 7        | Serbia     | 307    |                                    |
| 8        | Eslovaquia | 302    |                                    |
| 9        | Croacia    | 301.5  |                                    |
| 10       | Estonia    | 298.5  |                                    |
| 11       | Bulgaria   | 298.5  |                                    |
| 12       | Chipre     | 288    |                                    |
| 13       | Letonia    | 283.5  |                                    |
| 14       | Islandia   | 246.5  | Descienden a Tercera División 2025 |
| 15       | Luxemburgo | 198    | Descienden a Tercera División 2025 |
| 16       | Moldavia   | 170    | Descienden a Tercera División 2025 |

### Tercera División
La clasificación final en Tercera División fue la siguiente:
| Posición | País                 | Puntos | Nota                              |
| -------- | -------------------- | ------ | --------------------------------- |
| 1        | Irlanda              | 494    | Ascienden a Segunda División 2025 |
| 2        | Austria              | 473.5  | Ascienden a Segunda División 2025 |
| 3        | Israel               | 434    | Ascienden a Segunda División 2025 |
| 4        | Bosnia y Herzegovina | 363    |                                   |
| 5        | Malta                | 352.5  |                                   |
| 6        | Georgia              | 290    |                                   |
| 7        | Andorra              | 269    |                                   |
| 8        | Montenegro           | 258    |                                   |
| 9        | Albania              | 257    |                                   |
| 10       | Armenia              | 255    |                                   |
| 11       | Macedonia del Norte  | 235    |                                   |
| 12       | San Marino           | 192    |                                   |
| 13       | Azerbaiyán           | 180    |                                   |
| 14       | Kosovo               | 150    |                                   |
| 15       | Liechtenstein        | 32     |                                   |